# Planta solar de Nur Uarzazat

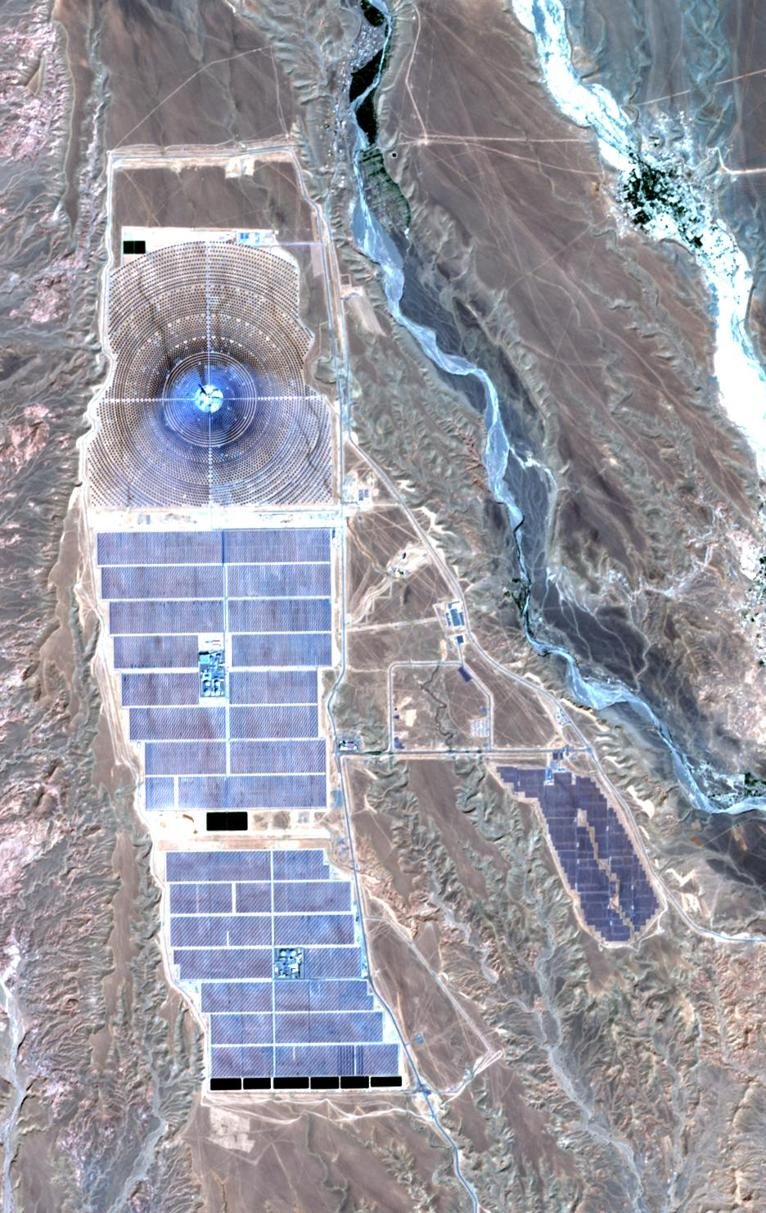
Imagen satelital

La Planta Solar de Nur Uarzazat (en árabe, محطة نور ورزازات للطاقة الشمسية; en francés, Noor Ouarzazate; o por sus siglas en inglés, OSPS) es un centro de energía solar ubicado en la región de Drâa-Tafilalet en Marruecos, a 10 kilómetros (6.2 millas) de la ciudad de Uarzazat, en la comuna rural de Ghessat.
Forma parte de la estrategia energética marroquí que tiene como objetivo aumentar la participación de las energías renovables en el mix eléctrico nacional a más del 52% para el «Horizonte 2030».
El complejo Nur Uarzazat se extiende sobre un área de 3.000 ha y consta de cuatro plantas de energía solar que utilizan diferentes tecnologías: Noor Ouarzazate I y II (espejo cilíndrico-parabólico), Noor Ouarzazate III (torre solar) y Noor Ouarzazate IV (planta fotovoltaica). La capacidad instalada del complejo es de 580 MW. La primera fase del complejo, Noor Ouarzazate I, fue inaugurada por el rey Mohammed VI en 2016.

## Construcción
El proyecto fue desarrollado por ACWA Power con la ayuda del consorcio español TSK-Acciona-SENER y es el primero de una serie de desarrollos planificados en el Complejo Solar de Uarzazat por la Agencia Marroquí de Energía Solar (MASEN). El proyecto recibió financiación preferencial de varias fuentes, incluido el Fondo de Tecnología Limpia, el Banco Africano de Desarrollo, el Banco Mundial y el Banco Europeo de Inversiones. El BEI ha prestado más de 300 millones de euros al proyecto. Nur, en árabe نور, significa «luz».